# Frederick’s of Hollywood
Frederick’s of Hollywood ist ein US-amerikanisches Modeunternehmen, das sich auf die Herstellung von Damenunterwäsche spezialisiert hat.

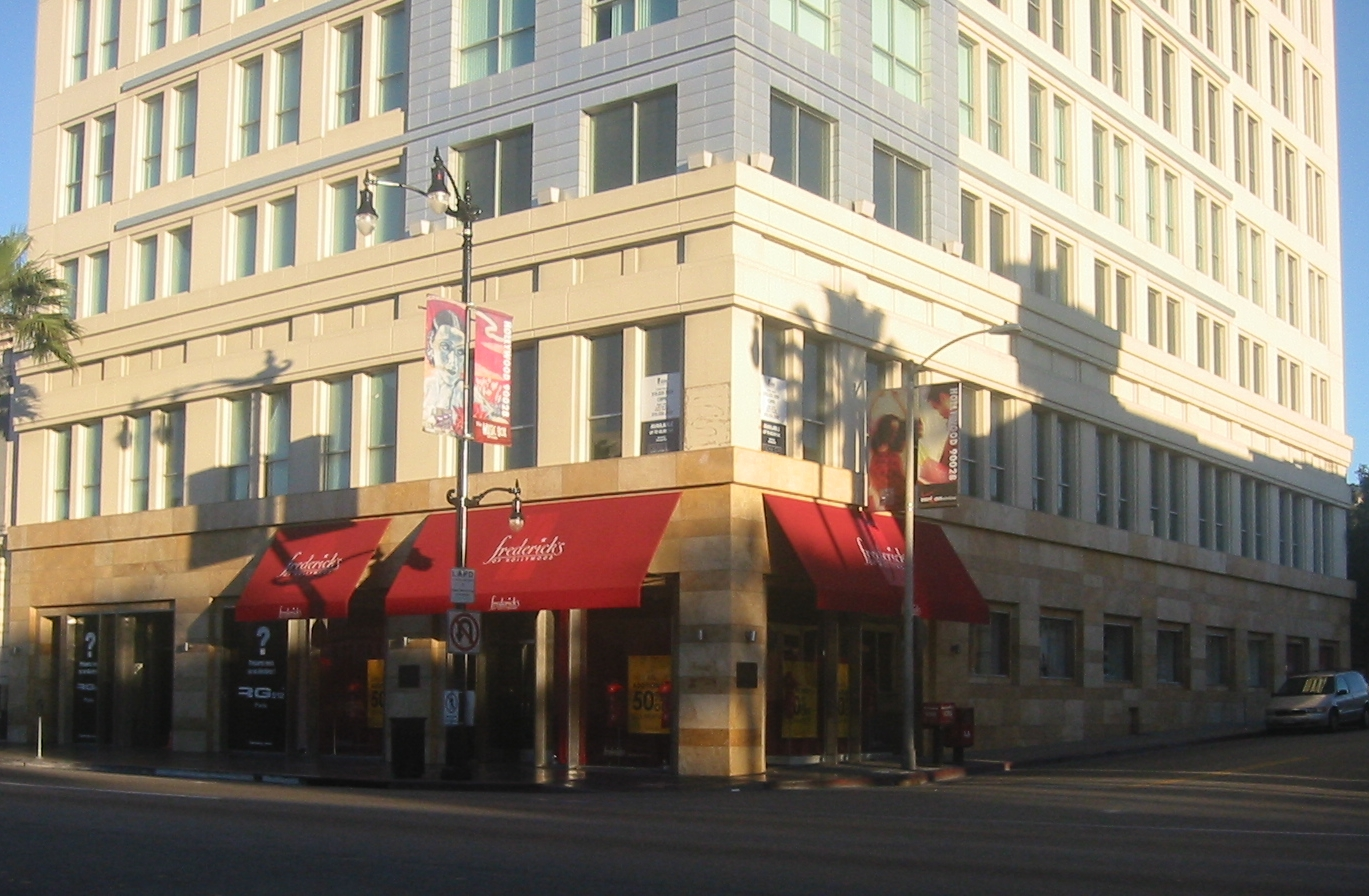
Frederick’s of Hollywood, Ladengeschäft am Hollywood Boulevard in Hollywood

Das Unternehmen wurde 1946 von Frederick Mellinger (1913–1990) in New York als Versandhandel gegründet. 1947 siedelte er nach Los Angeles über, taufte sein Unternehmen in Frederick’s of Hollywood um und eröffnete am Hollywood Boulevard eine erste Filiale. Dieses Art-déco-Gebäude ist bis heute eines der Wahrzeichen der Stadt; 2005 wurde der Flagstore des Unternehmens jedoch einige Straßenblöcke weiter in die Nähe der Highland Avenue verlegt.
Mellinger vertrieb im Gegensatz zu den damals in den USA üblichen schlichten Baumwollliebestötern raffinierte Dessous, deren Design sich an europäischen, insbesondere französischen Vorbildern orientierte. Seine Miederwaren wurden insbesondere bei den Filmstars und -sternchen Hollywoods schnell beliebt. Besonders der Umstand, dass die Pin-up-Ikone Bettie Page eine Vorliebe für Mellingers erotische Kreationen hatte, sorgte dafür, dass der Marke bald ein glamourös-verruchtes Image anhaftete.
Zu Mellingers Innovationen zählte auch der erste Push-up-BH der Welt, der 1948 der Damenwelt vorgestellte Rising Star. Weitere Verdienste Mellingers waren die Erfindung des BHs mit Vorderverschluss sowie 1981 die Einführung des Tanga auf dem amerikanischen Markt. 1989 eröffnete er das wohl erste Dessousmuseum des Landes, in dem seither nicht nur hauseigene Kreationen gezeigt wurden, sondern beispielsweise auch Madonnas berühmtes spitzbrüstiges Korsett aus der Nadel Jean-Paul Gaultiers.
Heute hat Frederick’s of Hollywood landesweit über 200 Filialen, gut die Hälfte des Umsatzes wird über den Versandhandel erwirtschaftet. Die Kataloge des Unternehmens erreichen zweistellige Millionenauflagen und sind neben der alljährlichen Bademodenausgabe der Zeitschrift Sports Illustrated die beliebteste Publikation bei amerikanischen Männern, die sich an Fotos leicht beschürzter Frauen erfreuen.